# Лижейки
Лиже́йки (бел. Ліжэйкі) — деревня в Даниловичском сельсовете Дятловского района Гродненской области Республики Беларусь. По переписи населения 2009 года в Лижейках проживало 36 человек.

## История
В 1878 году Лижейки — деревня в Дворецкой волости Слонимского уезда Гродненской губернии (13 хозяйств, корчма). В 1905 году — 336 жителей.
В 1921—1939 годах Лижейки находились в составе межвоенной Польской Республики. В 1923 году в Лижейках было 47 хозяйств, 260 жителей. В сентябре 1939 года Лижейки вошли в состав БССР.
В 1996 году Лижейки входили в состав Торкачёвского сельсовета и колхоза «Беларусь». В деревне насчитывалось 47 хозяйств, проживали 93 человека.
13 июля 2007 года вместе с другими населёнными пунктами упразднённого Торкачёвского сельсовета Лижейки были переданы в Даниловичский сельсовет.